# Валдас Дамбраускас
Валдас Дамбраускас (на литовски: Valdas Dambrauskas) е литовски футболен треньор.

## Кратка биография

### Ранни години и обучение в Англия
Валдас Дамбраускас завършва спортни науки и коучинг в Лондонския университет „Метрополитън“, след което работи като футболен треньор в много известни младежки академии, включително тези на Фулъм, Манчестър Юнайтед и Брентфорд на Острова.
Първата му позиция на старши треньор е като мениджър на Кингсбъри Лондон Тайгърс в Спартан Южна Мидландс Футболна лига. За работата си Дамбраускас е награден с наградата Active Westminster Awards.
Между 2009 и 2010 г. е старши треньор на националния отбор на Литва U17.

### Екранас
През декември 2010 г. Дамбраускас се присъединява към литовския шампион ФК Екранас, където заема позицията помощник-треньор на известния литовски треньор Валдас Урбонас. С отбора печели дубъл на страната през 2011 г., печелейки Суперкупата и шампионска титла в кампанията през 2012 г. Губят обаче финала за купата на страната срещу ФК Жалгирис.
След оставката на Урбонас, той става старши треньор на отбора, като въпреки че основните състезатели са продадени, успява да изведе отбора до шесто място през сезон 2014. Това обаче не помага на клуба и той е принуден да обяви фалит в края на сезона.

### Жалгирис
На 17 декември 2014 г. Валдас Дамбраускас е назначен за старши треньор на литовския шампион ФК Жалгирис. Печели три последователни титли на страната с отбора. След поредица загуби обаче Дамбраускас решава да подаде оставка на 23 октомври 2017 г.

### Горица
Присъединява се към тима от Първа хърватска футболна лига ХНК Горица, на 25 февруари 2020 г., където остава до 3 януари 2021 г., когато решава да напусне Горица, заедно със спортния директор на клуба Миндаугас Николичиус. Същия ден Валдас Дамбраускас е назначен за старши треньор на българския шампион Лудогорец (Разград).

### Лудогорец
След като през януари 2021 година е назначен за треньор на деветкратния шампион на България, Дамбраускас провежда зимната подготовка на отбора. През пролетта тимът е лидер в Ефбет Първа лига преди плейофите. Отборът обаче допуска някои загуби, като тази от Локомотив (Пловдив), и е отстранен от турнира за Купата на България от ЦСКА (София) на ниво полуфинал.